# Januária (tiểu vùng)
Januária là một tiểu vùng thuộc bang Minas Gerais, Brasil. Tiều vùng này có diện tích 33170 km², dân số năm 2007 là 256687 người.